# Csenger
Csenger je město ve východním Maďarsku, v župě Szabolcs-Szatmár-Bereg a v okrese Csenger, jehož je okresním městem.

## Poloha
Město se nachází přímo u rumunských hranic, v Szamošské nížině na levém břehu řeky Szamos v nadmořské výšce zhruba 116 m. V blízkosti města prochází státní silnice č. 49, po které se lze dostat do hlavního města župy, Nyíregyházy. Je vzdáleno asi 82 km. Do rumunského města Satu Mare je to jen asi 20 km. 

## Popis
Rozloha obce je 36,16 km2. V lednu 2014 zde žilo 4898 obyvatel. Podle sčítání v roce 2011 zde žilo 87,12 % Maďarů a 11,4 % Romů. Zhruba 60 % bylo protestantů, 9,49 % řecko-katolíků a 8 % římsko-katolíků.
Ve městě je konečná stanice železniční trati, která sem vede ze sousedního okresního města Mátészalka.

## Historie
První písemná zmínka o místě je z roku 1388. V roce 1429 byla obec povýšena na obec s právem trhu. Od šestnáctého století byl Csenger významným centrem maďarské reformace. Na město byla obec povýšena v roce 1989.

## Partnerská města
- Covasna, Rumunsko
- Hauenstein, Německo
- Negrești-Oaș, Rumunsko
- Tășnad, Rumunsko